# Маунт Плезант (Тенеси)
Маунт Плезант (енгл. Mount Pleasant) град је у америчкој савезној држави Тенеси.

## Демографија
По попису из 2010. године број становника је 4.561, што је 70 (1,6%) становника више него 2000. године.
| Група             | 2000.         | 2010.         |
| Белци             | 3.342 (74,4%) | 3.420 (75,0%) |
| Афроамериканци    | 1.053 (23,4%) | 945 (20,7%)   |
| Азијати           | 5 (0,1%)      | 11 (0,2%)     |
| Хиспаноамериканци | 39 (0,9%)     | 90 (2,0%)     |
| Укупно            | 4.491         | 4.561         |